# Gizem Karaca
Gizem Karaca (Istanbul, 7 settembre 1992) è un'attrice e modella turca.

## Biografia
Nata nel 1992 a Istanbul (Turchia) dalla madre Münevver, di origine albanese e dal padre Cüneyt Karaca, di origine turca immigrata da Salonicco (prima nell'Impero ottomano e ora in Grecia), Gizem ha trascorso la sua infanzia negli Stati Uniti d'America, dove ha frequentato la scuola primaria e in Canada, dove ha frequentato la scuola secondaria. Durante gli anni del liceo è tornata in Turchia e dopo aver conseguito il diploma, ha deciso di iscriversi presso il dipartimento di lingua e letteratura francese della facoltà di lettere dell'Università di Istanbul, dove al termine degli studi ha conseguito la laurea. Dopo essersi laureata, ha deciso di partecipare al concorso di bellezza per sfuggire alle lezioni difficili. Nel 2011 ha partecipato al concorso di bellezza Miss Turchia, dove è arrivata seconda.
Dopo essere apparsa in un episodio della serie Il secolo magnifico (Muhteşem Yüzyıl), nel 2012 ha accettato di interpretare il ruolo della protagonista Muazzez nella serie Eve Düşen Yıldırım. Nello stesso anno ha interpretato il personaggio principale di Güneş Sancaktar nella serie Adını Feriha Koydum. In seguito alla cancellazione della serie, nell'estate del 2013 è tornata per un breve periodo negli Stati Uniti per studiare recitazione presso la New York Film Academy. Nel 2013 e nel 2014 ha ottenuto il ruolo di Umut Özden nella serie Benim Hala Umudum Var.
Nel 2014 ha compiuto il suo esordio al cinema con il ruolo principale di Ezel nel film Seni Seviyorum Adamım, accanto all'attore Barış Kılıç. Nel 2014 e nel 2015 ha interpretato il ruolo principale di Gül Sümbül nella serie Güzel Köylü. Nel 2017 ha ricoperto il ruolo principale di Deniz nella serie İçimdeki Fırtına e preso parte alla serie Endless Love (Kara Sevda), nei panni del commissario Mercan. Nello stesso anno ha preso parte al video musicale Bana Sen Gel di Berkay. Nel 2018 ha preso parte al cast della serie İnsanlık Suçu, nel ruolo di Suna Değirmenci.
Nel 2019 e nel 2020 ha impersonato il ruolo di Elisa nella serie Şampiyon, seguito nel 2020 e nel 2021 dal ruolo di Bahar Polat nella serie Baraj. Nel 2021 e nel 2022 ha fatto parte del cast della serie Alparslan: Büyük Selçuklu, nel ruolo di Evdokya. Nel 2023 è stata testimonial per il marchio New Well. Nel 2023 e nel 2024 ha vestito i panni di Güneş Açıkalın nella serie Safir.

## Vita privata
Il 16 settembre 2017 è convolata a nozze con l'imprenditore Kemal Ekmekçi. Il 26 giugno 2025 è nata Leyla Yaz, la prima figlia della coppia.

## Filmografia

### Cinema
- Seni Seviyorum Adamım, regia di Biray Dalkıran (2014)
- Ay Lav Yu tuu, regia di Sermiyan Midyat (2017)
- Küçük Ortak, regia di Emre Kabakuşak (2017)
- Sosyetik Gelin, regia di Ayhan Özdemir (2018)
- Hürkuş: Göklerdeki Kahraman, regia di Kudret Sabancı (2018)
- Tut Elimi, regia di Selahattin Öner (2019)
- Bizim Semtin Çocukları, regia di Hakan Gürtop (2019)
- Elli Kelimelik Mektuplar, regia di Emir Khalilzadeh e Kudret Sabancı (2021)
- Dayı: Bir Adamın Hikayesi, regia di Uğur Bayraktar (2021)
- Özür Dilerim, regia di İbrahim Büyükak (2023)
- Mahsusa, regia di Mehmet Çetin (2025)
- Evli, Mutlu, Çocuklu, regia di Ulaş Çobancı (2025)
- Zübeyde Hanım: Gülizar-ı Cennetim, regia di Hakan Kurşun e Gani Rüzgar Savata (2025)

### Televisione
- Il secolo magnifico (Muhteşem Yüzyıl) – serie TV, 1 episodio (Show TV, 2011)
- Eve Düşen Yıldırım – serie TV, 22 episodi (Show TV, 2012)
- Adını Feriha Koydum: Emir'in Yolu – serie TV, 13 episodi (Show TV, 2012)
- Benim Hala Umudum Var – serie TV, 33 episodi (Star TV, Fox, 2013-2014)
- Güzel Köylü – serie TV, 54 episodi (Star TV, 2014-2015)
- İstanbul Sokakları – serie TV, 9 episodi (Show TV, 2016)
- İçimdeki Fırtına – serie TV (Star TV, 2017)
- Endless Love (Kara Sevda) – serie TV (Star TV, 2017)
- İnsanlık Suçu – serie TV, 8 episodi (Kanal D, 2018)
- Şampiyon – serie TV, 34 episodi (TRT 1, 2019-2020)
- Baraj – serie TV, 23 episodi (Fox, 2020-2021)
- Alparslan: Büyük Selçuklu – serie TV, 22 episodi (TRT 1, 2021-2022)
- Deneme Çekimi – serie TV, 1 episodio (BluTV, 2023)
- Safir – serie TV, 12 episodi (ATV, 2023-2024)
- 1001 Gece – serie TV (2025)

### Video musicali
- 2014 – Seni Seviyorum Adamım di Barış Kılıç
- 2017 – Bana Sen Gel di Berkay (dall'album Yansıma)

## Teatro
- Kanlı Düğün di Federico García Lorca, diretto da Barış Erdenk, presso il centro culturale Atatürk e il teatro statale di Sivas (2015)

## Spot pubblicitari
- New Well (2023)

## Doppiatrici italiane
Nelle versioni in italiano dei suoi film e delle sue serie TV, Gizem Karaca è stata doppiata da:
- Eva Padoan[30] in Endless Love[31]

## Riconoscimenti

### Attrice
- International Izmir Film Festival
  - 2020: Candidata come Miglior attrice non protagonista in una serie televisiva per Şampiyon
- Turkey Youth Awards
  - 2023: Candidata come Miglior attrice non protagonista in TV per la serie Alparslan: Büyük Selçuklu
- Università dell'Eurasia
  - 2017: Vincitrice come Miglior attrice

### Modella
- Miss Mondo
  - 2011: Premio per il Miglior abito nazionale
- Miss Turchia
  - 2011: Seconda classificata